# Das K.O.M.I.T.E.E.
Das K.O.M.I.T.E.E. war eine links-terroristische Vereinigung in Deutschland. Sie verübte im Oktober 1994 einen Brandanschlag auf das Kreiswehrersatzamt in Bad Freienwalde (Oder) und versuchte im April 1995, ein im Bau befindliches Abschiebegefängnis in Berlin-Grünau zu sprengen. Die mutmaßlichen Mitglieder Peter Krauth und Thomas Walter wurden im April 2025 zu Bewährungsstrafen verurteilt.

## Hintergrund
Die Gruppe trat im Oktober 1994 erstmals in Erscheinung. Am 27. Oktober 1994 zerstörte sie „ein Gebäude des Verteidigungskreiskommandos 852 der Bundeswehr in Bad Freienwalde, Kreis Märkisch-Oderland, mit einem Brandsatz.“ Begründet wurde dies mit Menschenrechtsverletzungen der Türkei gegen die kurdische Bevölkerungsgruppe. Der Anschlag erfolge gegen die Bundeswehr, da Deutschland der wichtigste außenpolitische Partner der Türkei und einer der größten Waffenlieferanten sei. Die Bundeswehr sei durch Bereitstellung von Ausbildungsmöglichkeiten und Waffen unmittelbar in die „Greueltaten“ der türkischen Armee in den kurdischen Gebieten verwickelt.
In der Nacht vom 10. zum 11. April 1995 versuchten Mitglieder, das im Umbau befindliche Abschiebegefängnis in Berlin-Grünau zu sprengen. Eine Polizeistreife entdeckte sie zufällig bei den Vorbereitungen. Die Täter konnten entkommen, ließen jedoch zahlreiche Indizien und Beweise zurück. Die Polizei konnte unter anderem 120 Kilogramm Sprengstoff sowie zahlreiche Dokumente und Ausweispapiere in einem auf die Schwester eines der Männer zugelassenen Auto sicherstellen. Diese Spuren führten zu drei namentlich bekannten Männern, die seither auf der Flucht waren und vom Bundeskriminalamt (BKA) auf der öffentlich einsehbaren Fahndungsliste bekannter Personen des BKA geführt wurden. Diese Taten richteten sich, nach eigener Darstellung der Gruppe, gegen die ihrer Ansicht nach „repressive Politik der BRD nach innen und außen“ sowie gegen „Deutschland [als] Kriegspartei im Völkermord in Kurdistan“.
In einem Beschluss von November 1995 ordnete der Bundesgerichtshof das K.O.M.I.T.E.E. als links-terroristische Vereinigung ein.
In der Berichterstattung wurden Parallelen zum Sprengstoffanschlag gegen die JVA Weiterstadt der Rote Armee Fraktion gezogen.
Die Bundesanwaltschaft ermittelte und das BKA fahndete nach den drei Verdächtigen. Das K.O.M.I.T.E.E. sandte eine Erklärung an die tageszeitung, die sie am 18. September 1995 veröffentlichte. Darin bekannte sich die Gruppe zum Anschlag auf die Bundeswehrkaserne und zu den Vorbereitungen des gescheiterten Anschlags auf die Justizvollzugsanstalt Grünau. Außerdem gab sie ihre Selbstauflösung bekannt. Die Ermittlungsbehörden nannten diese nicht glaubhaft und einen Täuschungsversuch. Der gescheiterte Anschlag führte in der Folge zu einer Debatte zwischen autonomen Gruppen über Art und Weise militanter Politik.
Anfang Juli 2014 spürten Zielfahnder des BKA einen der drei Verdächtigen, Bernhard Heidbreder, unter der falschen Identität John Jairo Londoño Smith in Mérida (Venezuela) auf. Örtliche Spezialkräfte nahmen ihn fest. Die Bundesanwaltschaft stellte daraufhin ein Auslieferungsersuchen, das im Oktober 2015 abgelehnt wurde. Unter dem Motto „Dageblieben. Keine Auslieferung von Bernhard Heidbreder“ hatten Unterstützer in Deutschland und Venezuela gegen eine Auslieferung mobilisiert. Im Frühjahr 2017 beantragten auch die beiden anderen bis dahin untergetauchten mutmaßlichen Mitglieder der Gruppe, Peter Wendelin Krauth und Thomas Robert Walter, in Venezuela Asyl. Im Dokumentarfilm Gegen den Strom – Abgetaucht in Venezuela aus dem Jahr 2019 traf der Filmemacher Sobo Swobodnik Thomas Walter in Venezuela und sprach mit ihm über Umstände dessen Flucht und dessen Leben in Venezuela. Dabei traf er auch auf Bernhard Heidbreder und Peter Krauth, die in Nachbardörfern lebten.
Im Februar 2021 löschte Interpol die Rote Ausschreibung, den internationalen Fahndungsaufruf, gegen Thomas Walter. Am 27. Mai 2021 starb Heidbreder in Mérida an den Folgen von Krebs. Wenige Tage zuvor war auch die Rote Ausschreibung gegen ihn gelöscht worden. Am 2. Dezember 2021 gewährte die Regierung Venezuelas Krauth und Walter Asyl. Der Generalbundesanwalt erhob fast dreißig Jahre nach dem Anschlagsversuch Anklage gegen Peter Krauth und Thomas Walter am 7. Januar 2025; bereits vorher war die Verfolgungsverjährung mehrfach unterbrochen worden.
Am 13. März 2025 kehrten der damals 65-jährige Krauth und der damals 62-jährige Walter – von ihren Anwälten angekündigt – zurück, um sich der deutschen Justiz zu stellen. Sie wurden auf dem Flughafen Berlin Brandenburg festgenommen. Das Kammergericht Berlin verurteilte die beiden nach vier Verhandlungstagen am 8. April 2025 wegen der Verabredung zum Herbeiführen einer Sprengstoffexplosion jeweils zu Freiheitsstrafen von zwei Jahren, die zur Bewährung ausgesetzt wurden. Dem Urteil war eine Verfahrensverständigung vorausgegangen.

## Dokumentarfilme
- STRG F: Abgetauchte Ex-Terroristen – Wie lebt man im Untergrund?, Reportage, 22. Mai 2018
- Sobo Swobodnik: Gegen den Strom – Abgetaucht in Venezuela, Dokumentarfilm, 84 Minuten, 2019[23][24]